# 이스턴 콩고 이니셔티브
이스턴 콩고 이니셔티브(Eastern Congo Initiative, ECI, 동콩고계획)는 2010년 벤 애플렉과 휘트니 윌리엄스가 설립한 미국의 비영리 단체(국제지원단체)이다. 빈곤퇴치에 앞장서고자 미국 최초로 이스턴 콩고(동콩고)의 난민들을 위한 변호 및 기금 마련 계획을 기반으로 한 작업에 집중하고 있다. ECI는 콩고 민주 공화국의 마을 만들기 사업에 대한 개발 보조금과 국제적 정책을 지원하고 있다.